# Frederick Holman
Frederick Holman (ur. 9 lutego 1883 w Dawlish, zm. 23 stycznia 1913 w Exeter) – brytyjski pływak specjalizujący się w stylu klasycznym, mistrz olimpijski (1908) na dystansie 200 m stylem klasycznym.
Podczas igrzysk olimpijskich w Londynie w 1908 zdobył złoty medal i ustanowił rekord świata (3:09,2) na dystansie 200 m stylem klasycznym. 
W styczniu 1913 roku zmarł z powodu duru brzusznego. Miał 29 lat.
W 1988 roku został członkiem International Swimming Hall of Fame.